# Else Hammerich
Else Hammerich (ur. 7 września 1936 we Frederiksbergu, zm. 20 marca 2021) – duńska polityk, wykładowca na Seminarium Blaagaard, Poseł do Parlamentu Europejskiego.

## Życiorys
E. Hammerich pracowała jako nauczycielka języka duńskiego. Wykonując ten zawód zaczęła angażować się w politykę, a w szczególności w kampanię przeciwko broni nuklearnej. W latach 1971–1979 wykładała na Seminarium w Blaagaard. W 1972 dołączyła do Ruchu Ludowego, działającego przeciwko UE. Czuła, że Unia Europejska jest przeciwna ruchowi antynuklearnemu, który popierała. W latach 1979–1989 Poseł do Parlamentu Europejskiego, gdzie reprezentowała Ruch Ludowy. Po zakończeniu kadencji w 1989 r. wycofała się z polityki. W 1994 założyła Centrum Rozwiązywania Konfliktów.
Zasiadając w Parlamencie Europejskim E. Hammerich była:
- Członkiem Komisji ds. Kwestii Politycznych (1979-87),
- Członkiem Delegacji ds. stosunków z Maltą (1985-87),
- Członkiem Delegacji ds. stosunków z Japonią (1987),
- Członkiem Komisji ds. Środowiska Naturalnego, Zdrowia Publicznego i Ochrony Konsumentów (1987-89),
- Wiceprzewodniczącą Delegacji ds. stosunków z Norwegią (1987-89)[4].